# Elia Dalla Costa

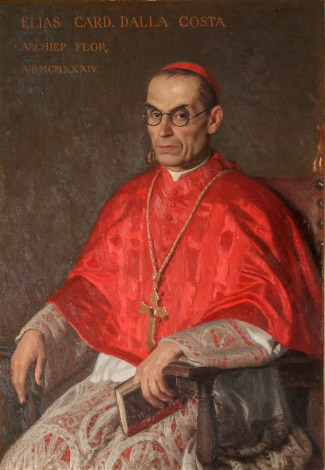
Elia Kardinal Dalla Costa (Gemälde von Augusto Bastianini, 1934)

Kardinalswappen

Elia Angelo Kardinal Dalla Costa (* 14. Mai 1872 in Villaverla, Provinz Vicenza, Italien; † 22. Dezember 1961 in Florenz) war Erzbischof von Florenz.

## Leben
Elia Dalla Costa wurde in Villaverla als Sohn von Luigi Dalla Costa und seiner Frau Teresa Dal Balcon geboren. Der jüngste der fünf Kinder wurde am 23. Juni 1872 von Angelo Rossi mit Francesco di Muraro Bressanvido und Eugenia Dalla Costa als seine Paten getauft. Costa besuchte die Seminare in Vicenza und Padua, bevor er am 25. Juli 1895 vom Bischof von Vicenza, Antonio Feruglio, die Priesterweihe empfing. Er beendete sein Studium 1897 und wirkte danach in Vicenza, wo er auch im Seminar lehrte, als Seelsorger.
Am 25. Mai 1923 wurde Dalla Costa von Papst Pius XI. zum Bischof von Padua ernannt. Die Bischofsweihe spendete ihm Bischof Ferdinando Rodolfi am 12. August desselben Jahres in der Kathedrale von Vicenza; Mitkonsekratoren waren der Bischof von Treviso, Andrea Longhin OFMCap, und der Bischof von Ascoli Piceno, Apollonio Maggio. Am 19. Dezember 1931 wurde er von Pius XI. zum Erzbischof von Florenz ernannt. Das Bistum Padua leitete er von Januar bis Mai 1932 als Apostolischer Administrator weiter.
Papst Pius XI. nahm Dalla Costa am 13. März 1933 als Kardinalpriester mit der Titelkirche San Marco in das Kardinalskollegium auf. Er war einer der teilnehmenden Kardinäle im Konklave 1939 (bei dem er Stimmen erhielt), das Papst Pius XII. wählte und später im Konklave 1958, das Johannes XXIII. wählte.
Während des Zweiten Weltkriegs wurde er bekannt als „Kardinal der Barmherzigkeit“ für die Unterstützung zur Rettung Tausender Italiener vor der Exekution durch das faschistische Regime. Für seine Handlungen zur Rettung italienischer Juden während des Zweiten Weltkriegs wurde er von der Holocaust-Gedenkstätte Yad Vashem im Jahr 2012 als Gerechter unter den Völkern ausgezeichnet.
Dalla Costa starb im Alter von 89 Jahren an Lungenkomplikationen in Florenz und wurde im Florenzer Dom Santa Maria del Fiore beigesetzt.

## Seligsprechungsverfahren
Am 22. Dezember 1981, genau 20 Jahre nach seinem Tod, wurde das Verfahren zu seiner Seligsprechung eröffnet. Papst Franziskus erkannte ihm am 4. Mai 2017 den heroischen Tugendgrad zu.

## Sonstiges
- Angelo Giuseppe Roncalli war ein Freund von Kardinal Dalla Costa und teilte die Positionen des Erzbischofs von Florenz in vielen Disputen. Man nimmt an, dass er während des Konklaves von 1958 Dalla Costa seine Stimme gab.
- Der italienische Komponist, Kirchenmusiker und Kardinal Domenico Bartolucci wurde 1939 von Kardinal Dalla Costa zum Priester geweiht.
- Der Radprofi und Tour-de-France-Sieger Gino Bartali wurde 1940 von Dalla Costa getraut. Wenig später bezog er Bartali in die Rettung von Juden ein, unter anderem als Kurierfahrer.[3]